# Sanseidō

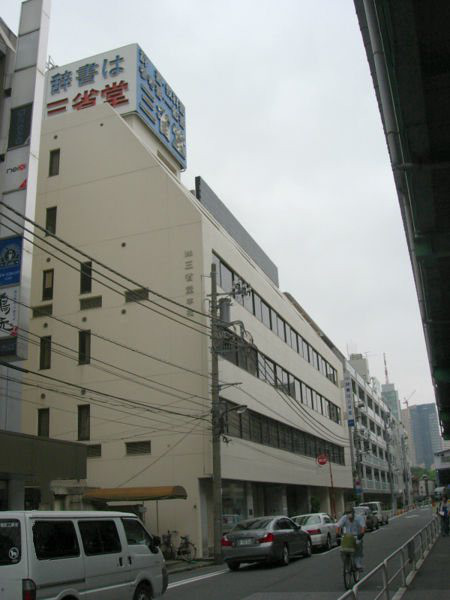
Siège social à Tokyo

Sanseidō Co., Ltd. (株式会社三省堂, Kabushiki-gaisha Sanseidō) est une maison d'édition japonaise connue pour ses publications de dictionnaires (tels que le Shin Meikai Kokugo Jiten (en)) et de manuels.